# Gumawang (Wiradesa)
Gumawang is een bestuurslaag in het regentschap Pekalongan van de provincie Midden-Java, Indonesië. Gumawang telt 3493 inwoners (volkstelling 2010).